# Pepatelli
I pepatelli (in dialetto teramano pappatill) sono così chiamati per la presenza di pepe nell'impasto. Fa parte dei Prodotti agroalimentari tradizionali abruzzesi.

## Origini
Appartengono alla tradizione dei dolci natalizi tipici della città e della provincia di Teramo, ma sono diffusi anche in Molise e  in altre località del meridione.

## Ingredienti
Gli ingredienti per la loro preparazione sono: il miele, le mandorle, la buccia grattugiata delle arance, la farina (farina integrale oppure tritello), pepe. Alcune ricette prevedono anche la presenza del cacao.

## Preparazione
Scaldare il miele a fuoco lento ed unirvi le mandorle intere, la scorza di arancia grattugiata ed il pepe. Dopo aver amalgamato questi ingredienti, versarli su un piano di lavoro dove è già predisposta la farina a fontana.
Impastare il tutto e formare dei filoncini non molto grandi, indicativamente: dieci centimetri in lunghezza e due centimetri in altezza.
Cuocere al forno, regolando una temperatura moderatamente calda, fino a doratura.

Dopo aver sfornato i filoncini tagliarli, ancora caldi, a fette sottili ed attendere che si raffreddino prima di riporli oppure ripassarli per pochissimi minuti nel forno caldo, ma spento.